# Hontanx
Hontanx (gaskonsko Hontans) je naselje in občina v francoskem departmaju Landes regije Akvitanije. Naselje je leta 2009 imelo 554 prebivalcev.

## Geografija
Kraj leži v pokrajini Gaskonji ob reki Ludon, 22 km jugovzhodno od središča Mont-de-Marsana.

## Uprava
Občina Hontanx skupaj s sosednjimi občinami Arthez-d'Armagnac, Bourdalat, Le Frêche, Lacquy, Montégut, Perquie, Pujo-le-Plan, Saint-Cricq-Villeneuve, Sainte-Foy, Saint-Gein in Villeneuve-de-Marsan sestavlja kanton Villeneuve-de-Marsan s sedežem v Villeneuve-de-Marsanu. Kanton je sestavni del okrožja Mont-de-Marsan.

## Zanimivosti
- utrdba Château d'Aon s kapelo sv. Blaža iz 13. stoletja,
- cerkev sv. Martina z urnim stolpom,
- grad Château de de Loubens s srednjeveškim stolpom, cerkev sv. Marije Magdalene, Loubens.

- Château d'Aon
- Château de Loubens
- Cerkev sv. Marije Magdalene

## Pobratena mesta
- Helfrantzkirch (Haut-Rhin, Alzacija);